# Copa Constitució 2013
La Copa Constitució 2013 fue la 21.ª edición de la Copa Constitució. El torneo comenzó el 13 de enero de 2013 y finalizó el 26 de mayo de 2013. UE Santa Coloma conquistó su 1º título en la competición.

## Partidos

### Primera ronda
Los partidos de primera ronda se jugaron el 13 de enero de 2013.
| Equipo 1                | Resultado      | Equipo 2                  |
| ----------------------- | -------------- | ------------------------- |
| FC Rànger's             | 9–0            | Penya Encarnada d'Andorra |
| FC Encamp B             | 5–4            | Principat B               |
| FS La Massana           | 3–3 (3–1 pen.) | UE Extremenya             |
| Atlètic Club d'Escaldes | 3–2            | FC Santa Coloma B         |

### Segunda ronda
Los partidos de segunda ronda se jugaron el 27 de enero de 2013.
| Equipo 1                | Resultado  | Equipo 2          |
| ----------------------- | ---------- | ----------------- |
| FC Rànger's             | 2–1        | FC Lusitanos B    |
| FC Encamp B             | 4–1        | CE Benfica        |
| FS La Massana           | 2–5        | UE Santa Coloma B |
| Atlètic Club d'Escaldes | 3–5 (pro.) | FC Ordino         |

### Tercera ronda
Los partidos de tercera ronda se jugaron el 24 de febrero de 2013.
| Equipo 1          | Resultado | Equipo 2              |
| ----------------- | --------- | --------------------- |
| FC Rànger's       | 0–7       | CE Principat          |
| FC Encamp B       | 0–4       | FC Encamp             |
| UE Santa Coloma B | 0–6       | UE Engordany          |
| FC Ordino         | 2–0       | Inter Club d'Escaldes |

### Cuarta ronda
Los partidos de ida se jugaron el 28 de abril de 2013, mientras que los partidos de vuelta se jugaron el 5 de mayo de 2013.
| Equipo 1     | Agr. | Equipo 2        | Ida | Vuelta |
| ------------ | ---- | --------------- | --- | ------ |
| CE Principat | 1–8  | UE Santa Coloma | 0–1 | 1–7    |
| FC Encamp    | 1–3  | FC Santa Coloma | 1–0 | 0–3    |
| UE Engordany | 0–19 | UE Sant Julià   | 0–7 | 0–12   |
| FC Ordino    | 1–5  | FC Lusitanos    | 0–2 | 1–3    |

### Semifinales
Los partidos de ida se jugaron el 12 de mayo de 2013, mientras que los partidos de vuelta se jugaron el 19 de mayo de 2013.
| Equipo 1        | Agr. | Equipo 2        | Ida | Vuelta |
| --------------- | ---- | --------------- | --- | ------ |
| UE Santa Coloma | 6–0  | FC Santa Coloma | 3–0 | 3–0    |
| UE Sant Julià   | 2–1  | FC Lusitanos    | 0–0 | 2–1    |

### Final
| 26 de mayo de 2013 | UE Santa Coloma                  | 3:2 (1:2) (t. s.) | UE Sant Julià                     | Camp d'Esports d'Aixovall, Aixovall      |                                          |
| 17:00              | Rubio 24', 89' · Luis Miguel 94' | Reporte           | Fabio Serra 6' · Manuel Veiga 26' | Árbitro(s): Rui Miguel Maciel De Queiros | Árbitro(s): Rui Miguel Maciel De Queiros |

| Campeón: UE Santa Coloma 1º título |